# Иван Хаджидимитров
Иван Хаджидимитров (Заралията, Захралията, Гарибалдето) е български националреволюционер.

## Биография
Иван Хаджидимитров е роден през 1845 г. в град Стара Загора. Преселва в Търново през 1863 г. Работи като бякърджия на Казанджийския мегдан, който е в непосредствена близост до къщата му на улица „Медникарска“ № 7.
Придобива прозвището „Гарибалдето“ след като влиза в отряда на Джузепе Гарибалди и се бори за освобождението на Италия.
Участва дейно в работата на ВРО. Близък съратник на Васил Левски, Христо Ботев, Георги Бенковски и много други. Един от най-активните членове на Търновския частен революционен комитет, както и негов председател (1873 – 1875). Псевдонима му във ВРО е Заралията, Стефан Карагьозов, Асен.
Главен инициатор и участник в Старозагорското въстание, след което е заподозрян от турците и бяга в Румъния. Тук участва в създаването на Гюргевски революционен комитет, на който по късно става главен представител. Съдейства за закупуване на оръжие и боеприпаси за Търновския комитет. Деен уастник в революционите планове на комитета. Участва в подготовката на Априлското въстание (1876), като и в създаването на Четата на Христо Ботев.
Отказва пенсия след освобождението в полза на държавата.
Улица във Велико Търново е наименувана „Иван Хаджидимитров“ и е поставена паметна плоча.